# Liste der Monuments historiques in Le Montellier
Die Liste der Monuments historiques in Le Montellier führt die Monuments historiques in der französischen Gemeinde Le Montellier auf.

## Liste der Bauwerke
| Bezeichnung | Beschreibung                  | Standort | Kennzeichnung | Schutzstatus | Datum | Bild           |
| ----------- | ----------------------------- | -------- | ------------- | ------------ | ----- | -------------- |
| Schloss     | Erbaut im 13./14. Jahrhundert | (Lage)   | PA00116430    | Classé       | 2003  | weitere Bilder |

## Liste der Objekte
- Monuments historiques (Objekte) in Le Montellier in der Base Palissy des französischen Kultusministeriums